# Palazzina Sessa
La Palazzina Sessa è un edificio storico di Milano situato in via Lodovico Ariosto al civico 1, appena fuori dalla cerchia dei bastioni. Fu costruita fra il 1900 e il 1906 in stile ispirato al rinascimento lombardo bramantesco su disegno dell'architetto piemontese Cecilio Arpesani.

## Storia
L'edificio venne commissionato da Giuseppe Sessa, nell'anno 1900. Il progetto e la costruzione furono affidati all'architetto Cecilio Arpesani, che già curava la gestione della altre proprietà dei Sessa. L'Arpesani era un esponente di spicco dello stile eclettico, in gran voga all'epoca, ed era attivo nella città di Milano con varie committenze; in quegli stessi anni progettò due edifici nella stessa zona: nella vicina piazza Tommaseo e in via Carducci.

## Architettura originaria
(Motto dei Sessa collocato sulla facciata dell'edificio)

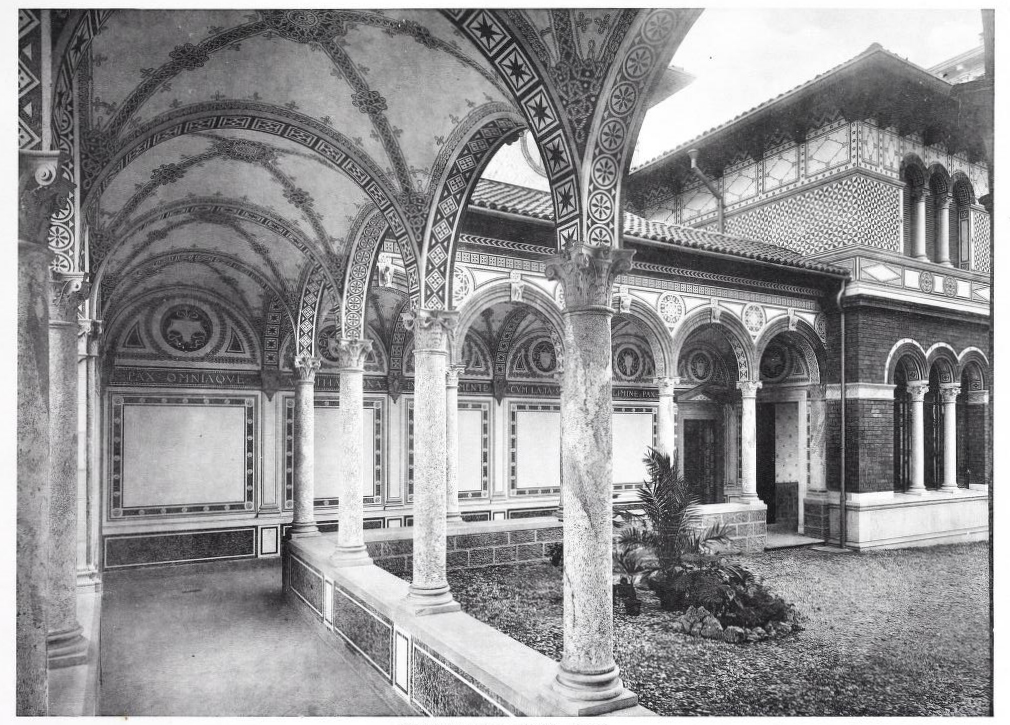
Il portichetto d'ingresso (1909)

L'area, all'epoca chiusa da una cancellata in ferro battuto, comprendeva il corpo principale della palazzina (a due piani, oltre il piano terreno rialzato e il sotterraneo), la portineria, le rimesse per carrozze ed automobili e la scuderia.  
Dal piccolo edificio di portineria alla palazzina corrono i due bracci di un portichetto pedonale con volte a crociera, decorate a graffiti, sorrette da agili colonnine di serizzo, che mette al portico carrozzabile dal quale si accede al vestibolo al piano rialzato della palazzina.  
Il sotterraneo comprendeva la cucina e gli annessi servizi, il locale caldaie per il riscaldamento e l'acqua calda centralizzata, la lavanderia e la stireria.  Al piano terreno, ai lati del vestibolo centrale, erano le sale da ricevere, con pitture a tempera alle pareti realizzate dal pittore Ernesto Rusca, già attivo con Luca Beltrami nel restauro delle decorazioni del Castello Sforzesco. Al primo piano vi erano le camere da letto, con due terrazze sulle esedre del piano terreno, la guardaroba e i locali di studio; al secondo le stanze del personale di servizio e un appartamento indipendente, al quale si poteva accedere direttamente dall'esterno. A ogni piano l'angolo sud-est dell'edificio è occupato da una loggetta a tre campi, decorata a graffiti.  

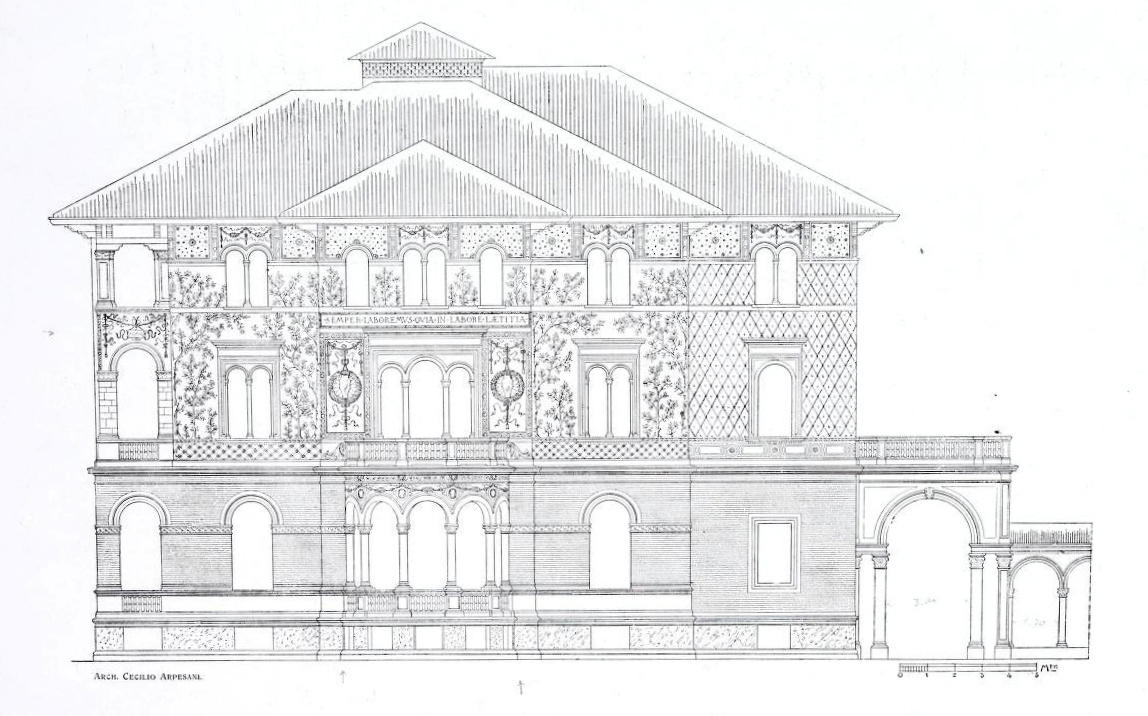
Dettaglio del prospetto principale (1909)

L'Arpesani optò per uno stile che richiama le maniere bramantesche del Rinascimento lombardo. Una robusta zoccolatura di serizzo giunge da terra al piano rialzato; da qui la struttura si innalza in mattoni a vista sino al primo piano, prosegue intonacata, con decorazioni a graffito a motivi floreali, sino a una fascia a riquadri sotto la gronda. Questa è in legno, costituita da grandi mensoloni su cui appoggiano le travi del tetto.  
Il giardino che circonda la palazzina ospita alberi d'alto fusto che oggi nascondono alla vista dei passanti gran parte dell'edificio.